# Sârca (okręg Prahova)
Sârca – wieś w Rumunii, w okręgu Prahova, w gminie Scorțeni. W 2011 roku liczyła 467 mieszkańców.